# Шор-Босай
Шор-Боса́й (чув. Шор Пусай) — деревня в Аликовском муниципальном округе Чувашской Республики. Входила в состав Чувашско-Сорминского сельского поселения до его упразднения в 2022 году.

## Общие сведения о деревне
Расположена в 21 км по автодорогам к северо-востоку от районного центра, Аликова. От центра поселения 8,5 км по автодорогам на восток. Улицы — Нагорная и Пушкина.

## История
В XIX веке — околоток Шоры села Босаево (ныне Кагаси). Жители — чуваши, до 1866 года государственные крестьяне; занимались земледелием, животноводством, бондарным, овчинно-скорняжным, рогожно-кулеткацким, сапожно-башмачным промыслами. В 1933 году образован колхоз «Знамя Ленина». Сейчас функционирует ООО «Агропромышленная фирма «Колос».

### Административное подчинение
С XVIII века — в Кинярской волости Чебоксарского уезда, затем входила в Тинсаринскую, затем до 1927 года — в Чувашско-Сорминскую волость Ядринского уезда Казанской губернии (с 1920 года — Чувашской АО). 1 ноября 1927 года вошло в Кагасинский сельсовет (через год — в Мартынкинский сельсовет) Аликовского района. Затем в 1935—40 годах — в Траковском районе, в 1940—62 годах в Красноармейском, в 1962—65 годах — в Цивильском районе. В 1960–65 годах в Большешатьминском сельсовете. Затем — в Мартынкинском сельсовете Аликовского района, вошедшем в 2005 году в Чувашско-Сорминское сельское поселение.

## Население[3]
| 2010 | 2012 |
| ---- | ---- |
| 26   | ↗33  |

- 1858 год — 95 человек (46 мужчин, 49 женщин)
- 1859 год — 22 двора, 106 человек (42 мужчины, 64 женщины)[6]
- 1906 год — 33 двора, 148 человек (68 мужчин, 80 женщин)
- 1926 год — 37 дворов, 151 человека (71 мужчин, 80 женщин)
- 1939 год — 168 человек (66 мужчин, 102 женщины)
- 1979 год — 51 человек (27 мужчин, 24 женщины)
- 2002 год — 17 дворов, 35 человек (11 мужчин, 24 женщины), чуваши (100 %)[7]
- 2010 год — 14 частных домохозяйств, 26 человек (13 мужчин, 13 женщин)